# Garganta
Na anatomia, a garganta é a parte do pescoço anterior à coluna vertebral. Ela é formada pela faringe e laringe. Uma estrutura importante da garganta é a epiglote, que separa o esôfago da traqueia e previne a inalação de alimentos ou bebidas.